# 가미헤이군

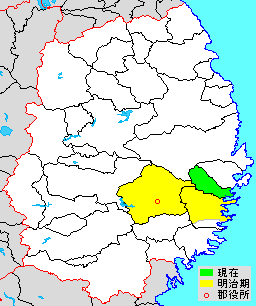
이와테현 가미헤이군의 위치(녹색: 오쓰치정)

가미헤이군(일본어: 上閉伊郡, かみへいぐん)은 일본 이와테현 리쿠추국의 군이다.
인구 9,979명, 면적 200.42km², 인구밀도 49.8명/km².(2025년 3월 1일, 추계인구)
이하 1정으로 구성된다.
- 오쓰치정(大槌町)

## 군역
1897년 행정 구역으로 발족 당시의 군역은, 위의 1정 외에 아래 구역에 해당한다.
- 도노시 전역
- 가마이시시의 대부분

## 역사

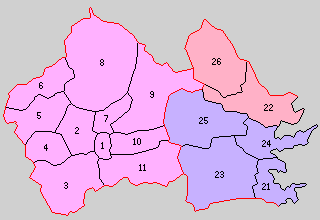
1.도노정 2.아야오리촌 3.오토모촌 4.마스자와촌 5.미야모리촌 6.닷소베촌 7.마쓰자키촌 8.쓰키모우시촌 9.쓰치부치촌 10.아오자사촌 11.가미고촌 21.가마이시정 22.오쓰치정 23.갓시촌 24.우노스마이촌 25.구리하시촌 26.가네자와촌 (분홍:도노시 보라:가마이시시 빨강:오쓰치정)

- 1897년 4월 1일 - 군제 시헹에 따라, 니시헤이군과 미나미헤이군의 구역으로 가미헤이군이 발족.(3정 14촌)
  - 구 니시헤이군(1정 10촌) - 도노정(遠野町), 아야오리촌(綾織村), 오토모촌(小友村), 마스자와촌(鱒沢村), 미야모리촌(宮守村), 닷소베촌(達曽部村), 마쓰자키촌(松崎村), 쓰키모우시촌(附馬牛村), 쓰치부치촌(土淵村), 아오자사촌(青笹村), 가미고촌(上郷村)(현 도노시)
  - 구 미나미헤이군(2정 4촌) - 가마이시정(釜石町)(현 가마이시시), 오쓰치정(大槌町)(현존), 갓시촌(甲子村), 우노스마이촌(鵜住居村), 구리하시촌(栗橋村)(현 가마이시시), 가네자와촌(金沢村)(현 오쓰치정)
- 1937년 5월 5일 - 가마이시정이 시제 시행으로 가마이시시(釜石市)가 되어, 군에서 이탈.(2정 14촌)
- 1954년 12월 1일 - 도노정·아오자사촌·아야오리촌·오토모촌·가미고촌·쓰키모우시촌·쓰치부치촌·마쓰자키촌이 합병하여, 도노시(遠野市)가 발족, 군에서 이탈.(1정 7촌)
- 1955년
  - 2월 11일 - 미야모리촌·닷소베촌·마스자와촌이 합병하여, 새로이 미야모리촌이 발족.(1정 5촌)
  - 4월 1일(1정 1촌)
    - 우노스마이촌·갓시촌·구리하시촌이 가마이시시·게센군 도니촌과 합병하여, 새로이 가마이시시가 발족, 군에서 이탈.
    - 오쓰치정·가네자와촌이 합병하여, 새로이 오쓰치정이 발족.
- 2005년 10월 1일 - 미야모리촌이 도노시와 합병하여, 새로이 도노시가 발족, 군에서 이탈.(1정)

## 참고 문헌
- 《가도카와 일본 지명 대사전》 편집위원회, 편집. (1985년 2월 7일). 《가도카와 일본 지명 대사전》. 3 이와테현. 가도카와 쇼텐. ISBN 4040010302.

## 같이 보기
- 헤이군 (이와테현)
- 시모헤이군